# ملعب الدكتور كونستانتين رادوليسكو
ملعب الدكتور كونستانتين رادوليسكو هو ملعب كرة قدم يقع في مدينة كلوج-نابوكا الرومانية. يسع الملعب لجلوس 23,500 متفرج. يعتبر الملعب الرسمي الذي يخوض فيه نادي كلوج مبارياته. تم افتتاح الملعب في سنة 1973.

## معرض صور

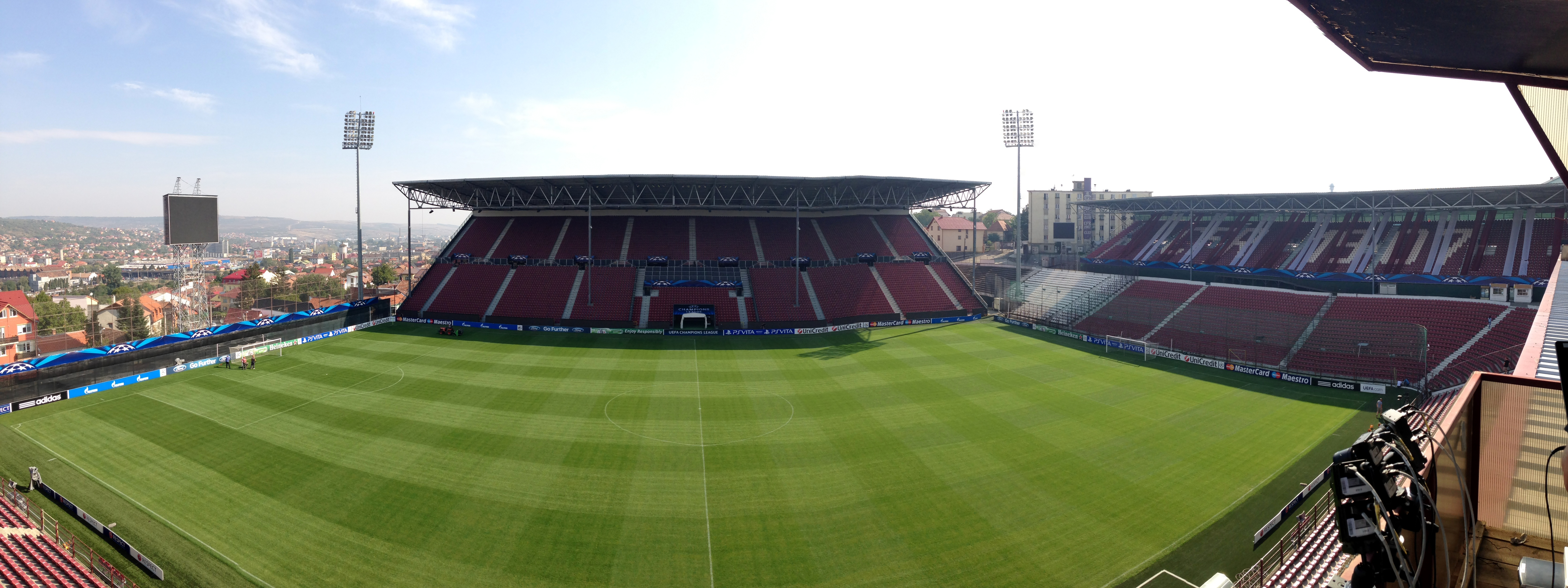
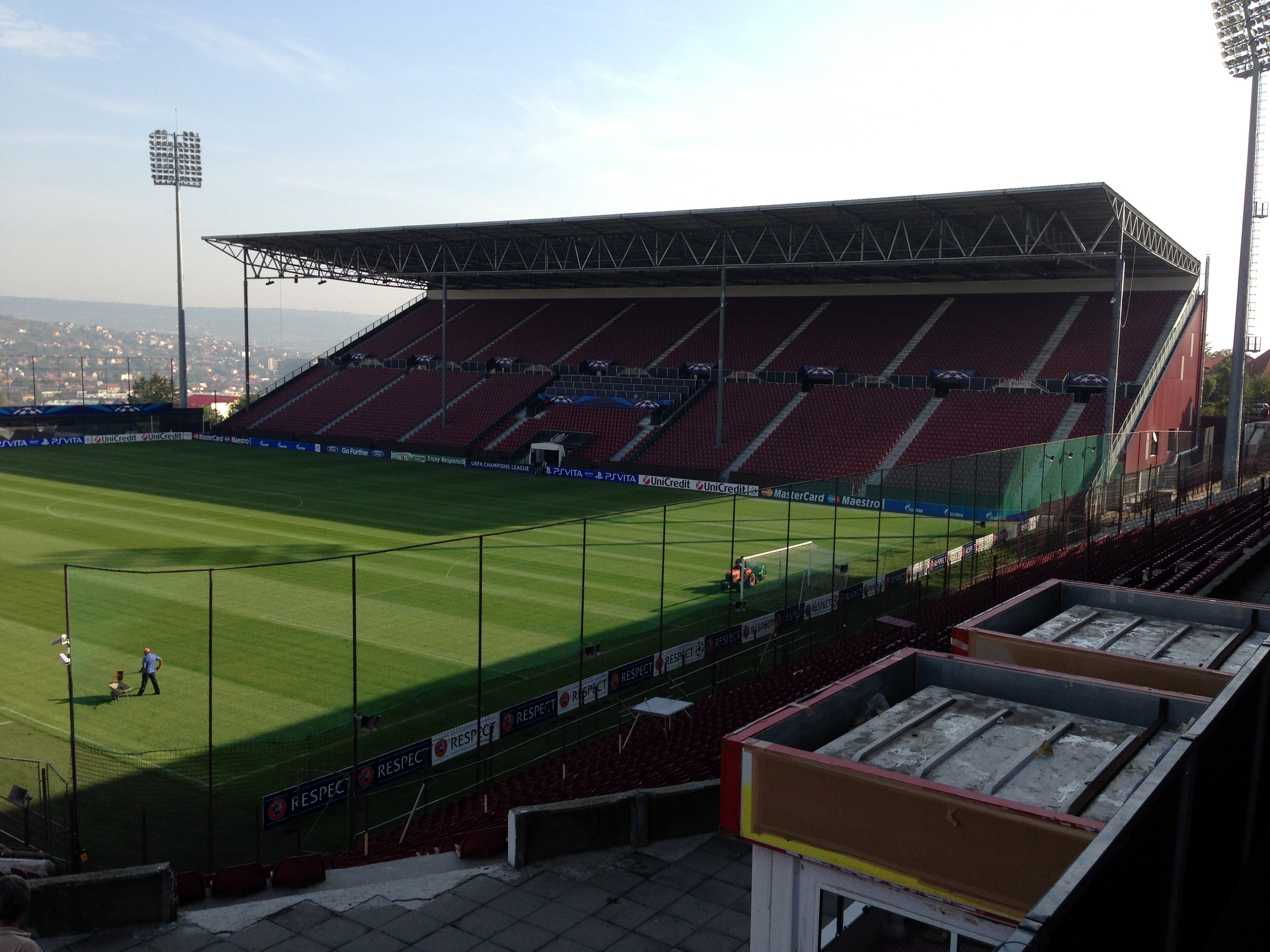